# Pereked
Pereked je vas na Madžarskem, ki upravno spada pod podregijo Pécsváradi Županije Baranja.